# 上海松江駅
上海松江駅 （シャンハイしょうこうえき、中文表記: 上海松江站、英文表記: Shanghai Songjiang Railway Station）は、中国の上海市松江区にある、中国国家鉄路集団（CR）の駅。
本項では、近接する上海軌道交通の上海松江站駅（シャンハイしょうこうジャンえき）についても記述する。

## 乗り入れ路線
中国国家鉄路集団
滬昆旅客専用線
滬蘇湖高速鉄道
滬昆線
上海軌道交通
■ 上海軌道交通9号線

## 歴史
- 2010年10月26日：滬杭旅客専用線の駅として国鉄の駅が開業。
- 2012年12月30日：上海軌道交通9号線の駅として地下鉄の駅が開業。
- 2024年
  - 5月22日：国鉄側の松江南駅が上海松江駅に改称される[1]。
  - 9月21日：上海軌道交通側の松江南站駅が上海松江站駅に改称される[2]。
  - 12月13日：滬昆線が当駅を経由する新線に切り替えられたが[3]、ダイヤの都合上、滬昆線の列車の当駅での客扱いは翌年7月の改正まで見送られることとなった。
  - 12月26日：滬蘇湖高速鉄道が開業[4]。国鉄から上海軌道交通への乗り換えにおいて、保安検査が免除されるようになる[5]。
- 2025年7月1日：この日から、従来上海南駅を始発・終着としていた在来線列車のうち、2往復の上海～南寧間の在来線列車が動車組列車に格上げされたほか、滬昆線の列車について、全ての列車が当駅始発・終着とするよう変更された[6]。

## 駅構造

### 中国国家鉄路集団
南側と北側の2つに分かれた構造となっており、両者は連絡する長い通路によって接続されている。

#### 南側
南側の駅は滬昆旅客専用線の列車が使用する。相対式ホーム2面2線の地上駅。ホーム両側に通過線があり列車の待避可能な構造となっている。また、駅構内の施設としては、コンビニ・カフェ・書店がある。

##### のりば

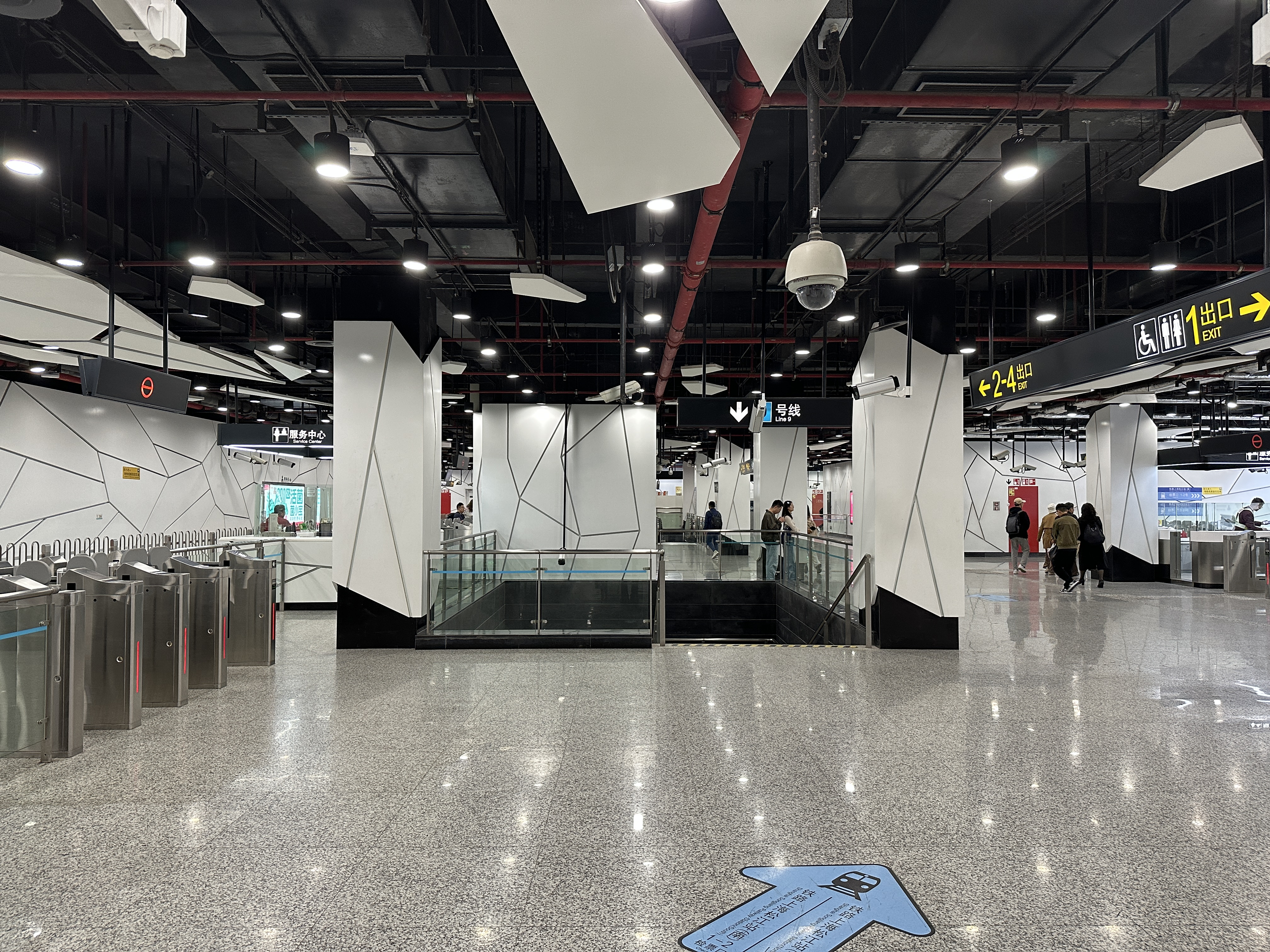
改札階
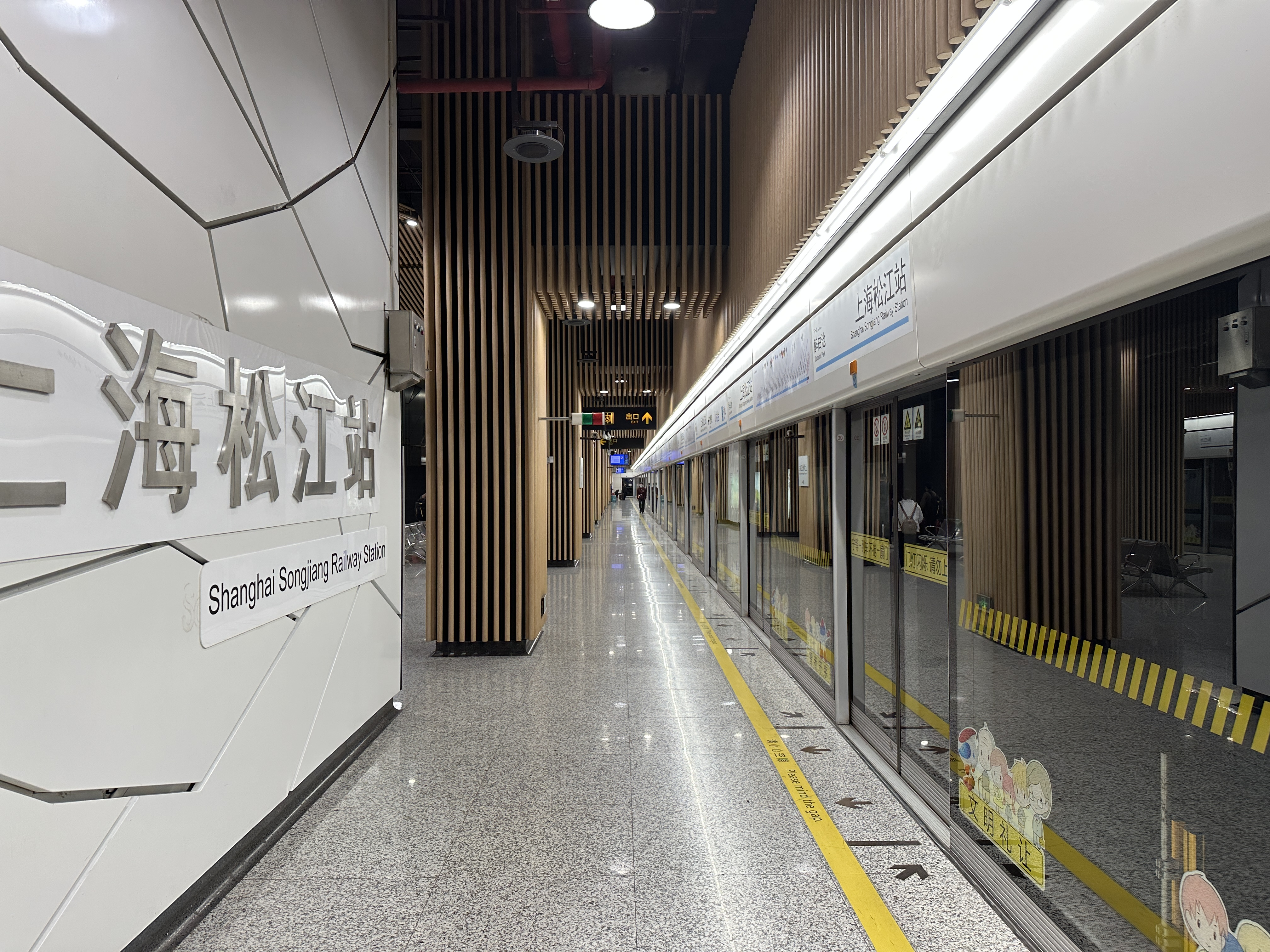
ホーム

| 番線 | 路線           | 行先                       |
| ---- | -------------- | -------------------------- |
| 1    | 滬昆旅客専用線 | 上海虹橋・上海南方面       |
| 2    | 滬昆旅客専用線 | 杭州東・長沙南・昆明南方面 |

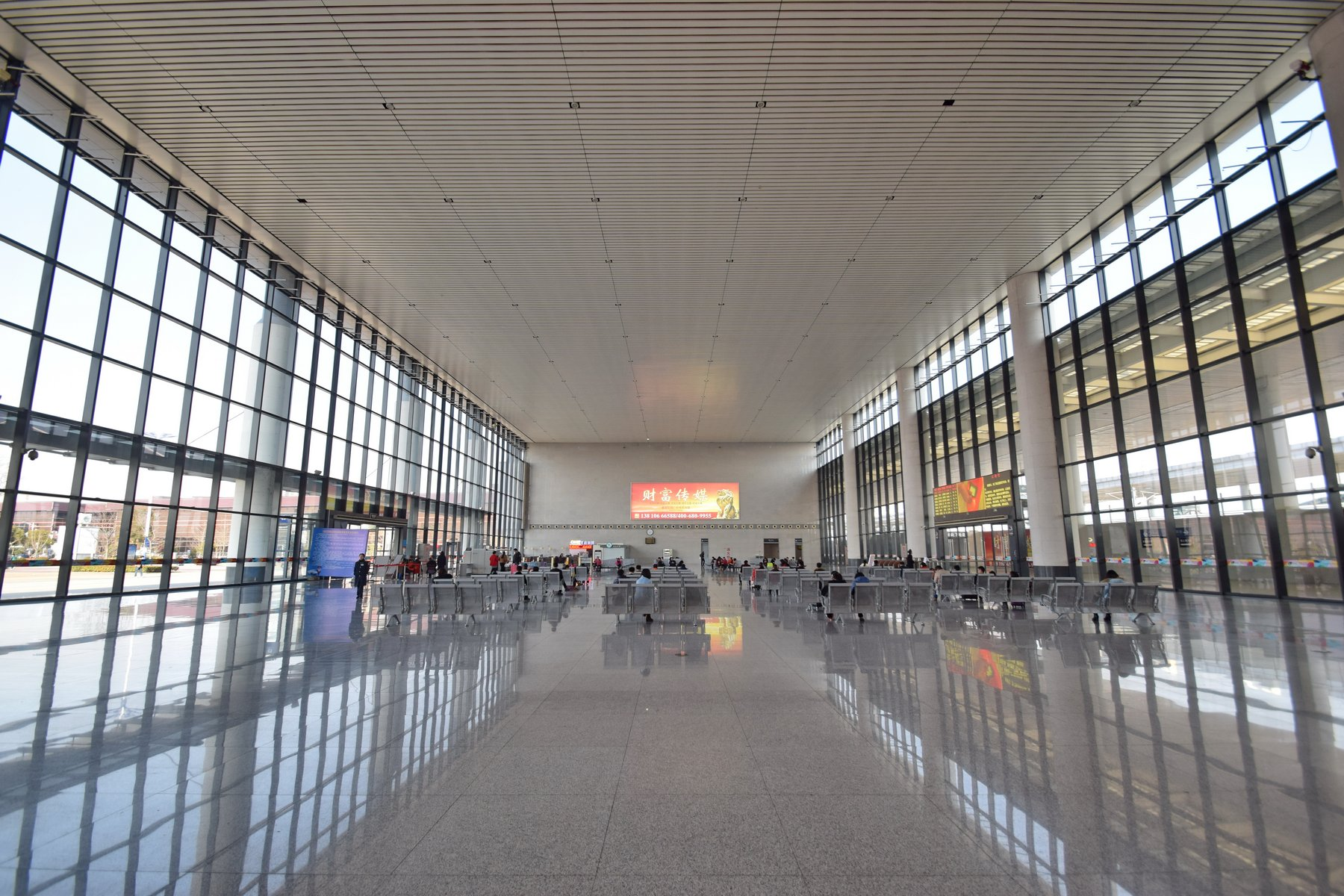
南側コンコース（2019年）
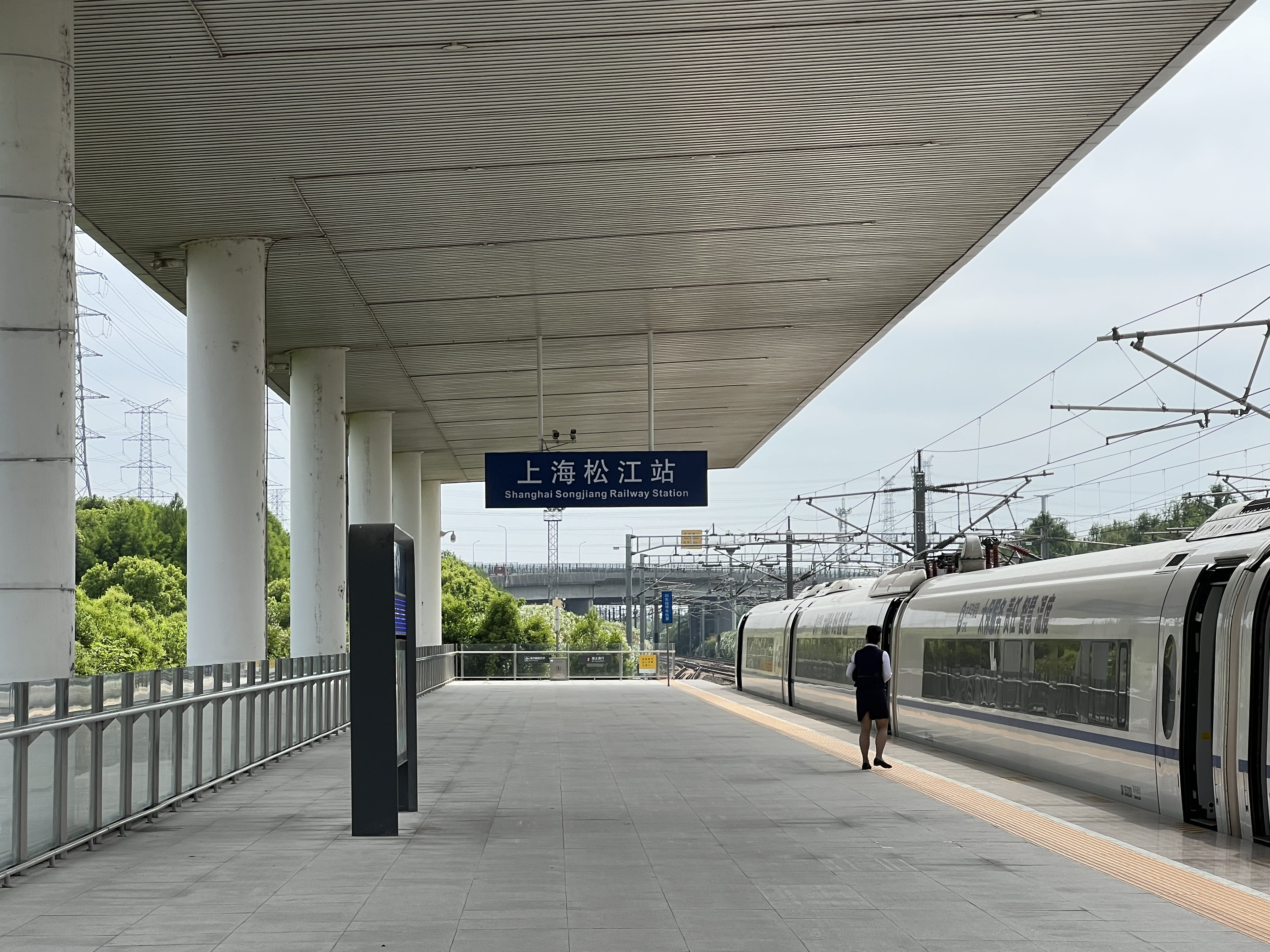
南側ホーム

#### 北側
北側の駅は滬昆線および滬蘇湖高速鉄道の列車が使用する。構造全体では、合計で7面19線が停車できるように設計されている。そのうち滬昆線のホームは4面10線、滬蘇湖高速鉄道のホームは4面9線が整備されている。使用がされていない3番線と4番線では、将来的に開通する予定の上海市域鉄道東西連絡線が乗り入れるものとして計画がなされている。

#### 連絡通路
滬蘇湖高速鉄道・滬昆線の駅舎と滬昆旅客専用線の間を結ぶ連絡通路は「上海松江駅サービスセンター(中: 上海松江站服务中心)」と呼ばれている。この連絡通路は東西方向に200メートル、南北方向に190メートルの規模を有し、全体の建築面積は約20万平方メートルとなっている。

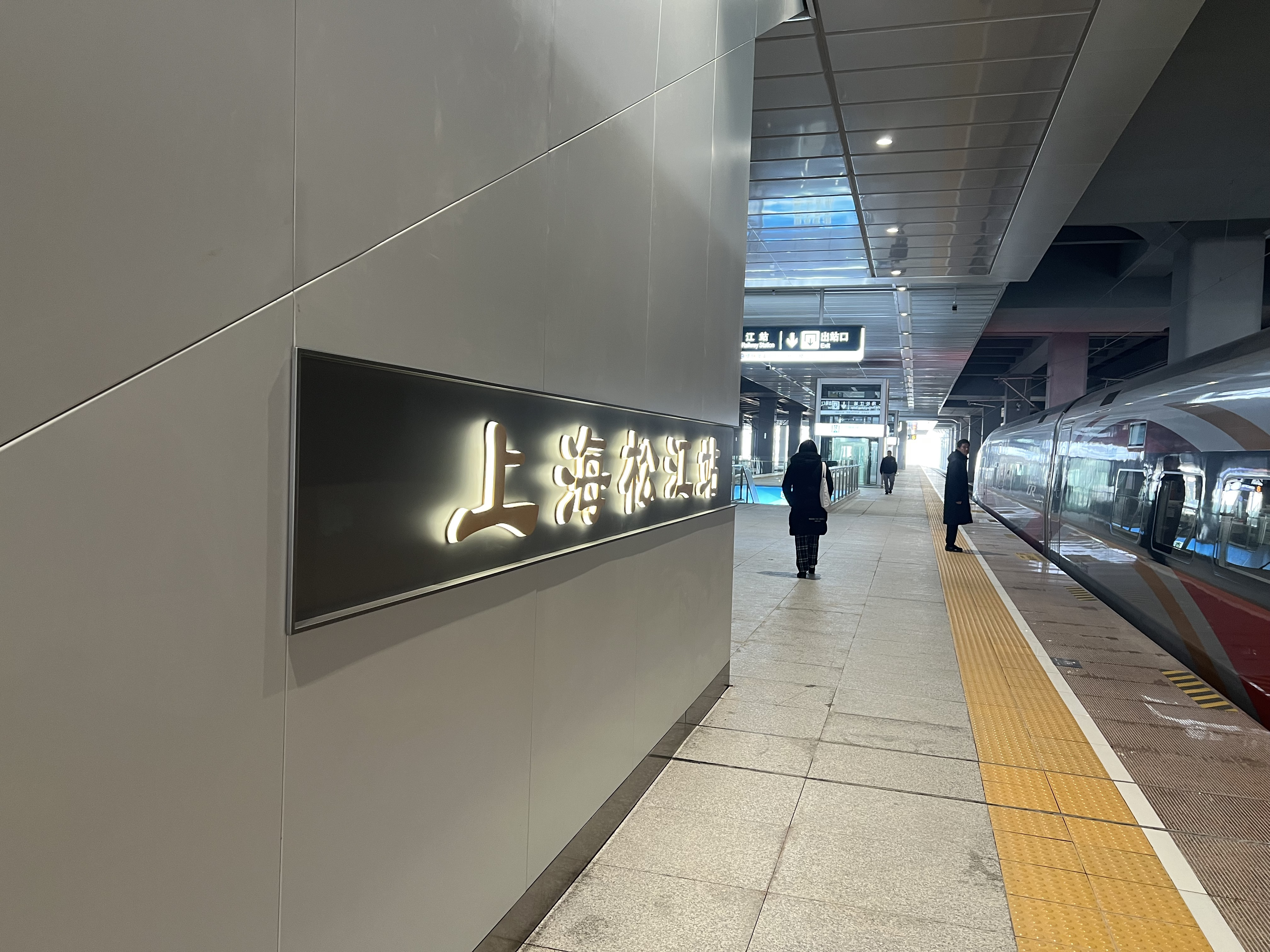
北側のホーム
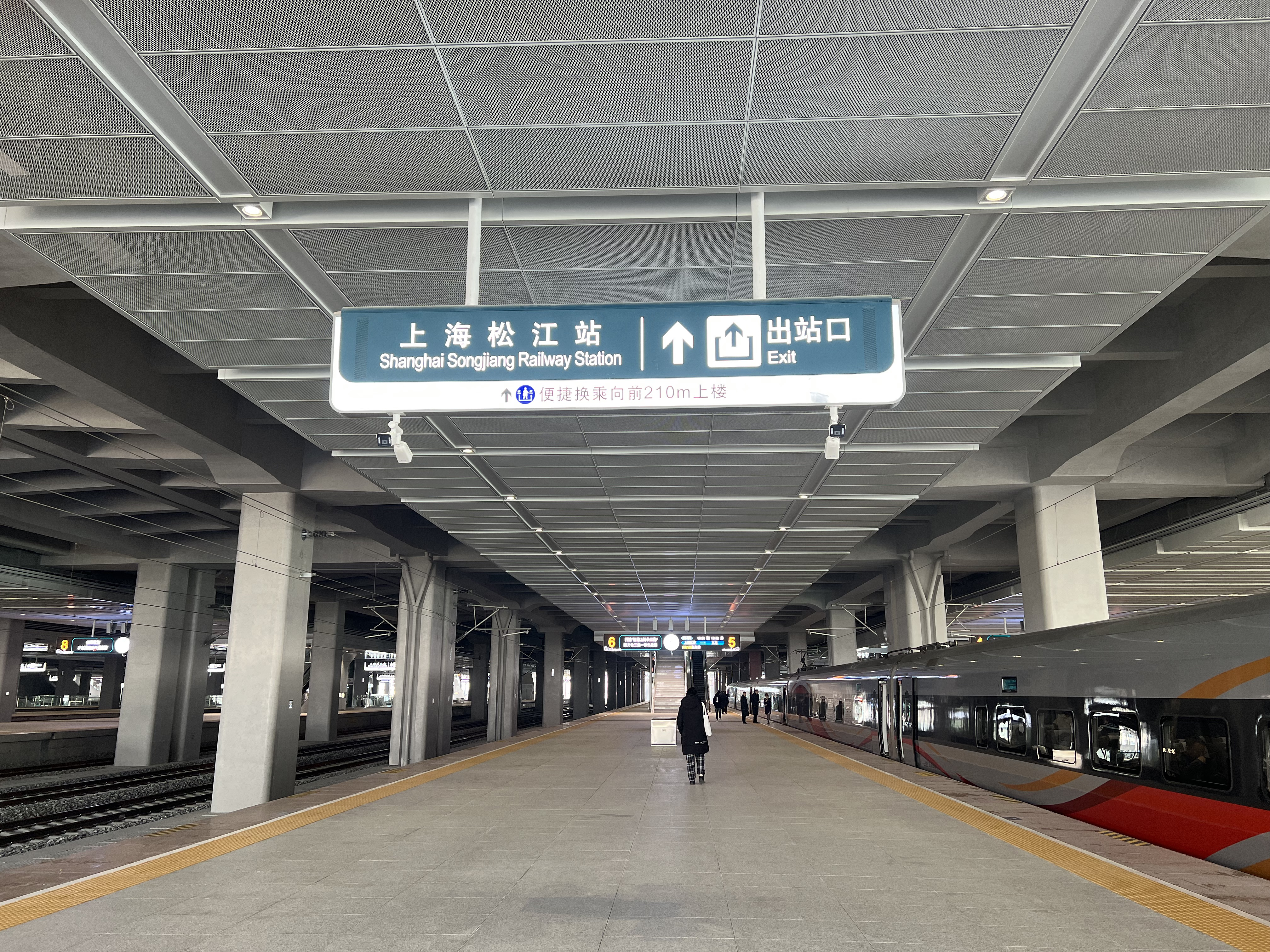
北側の5・6番線
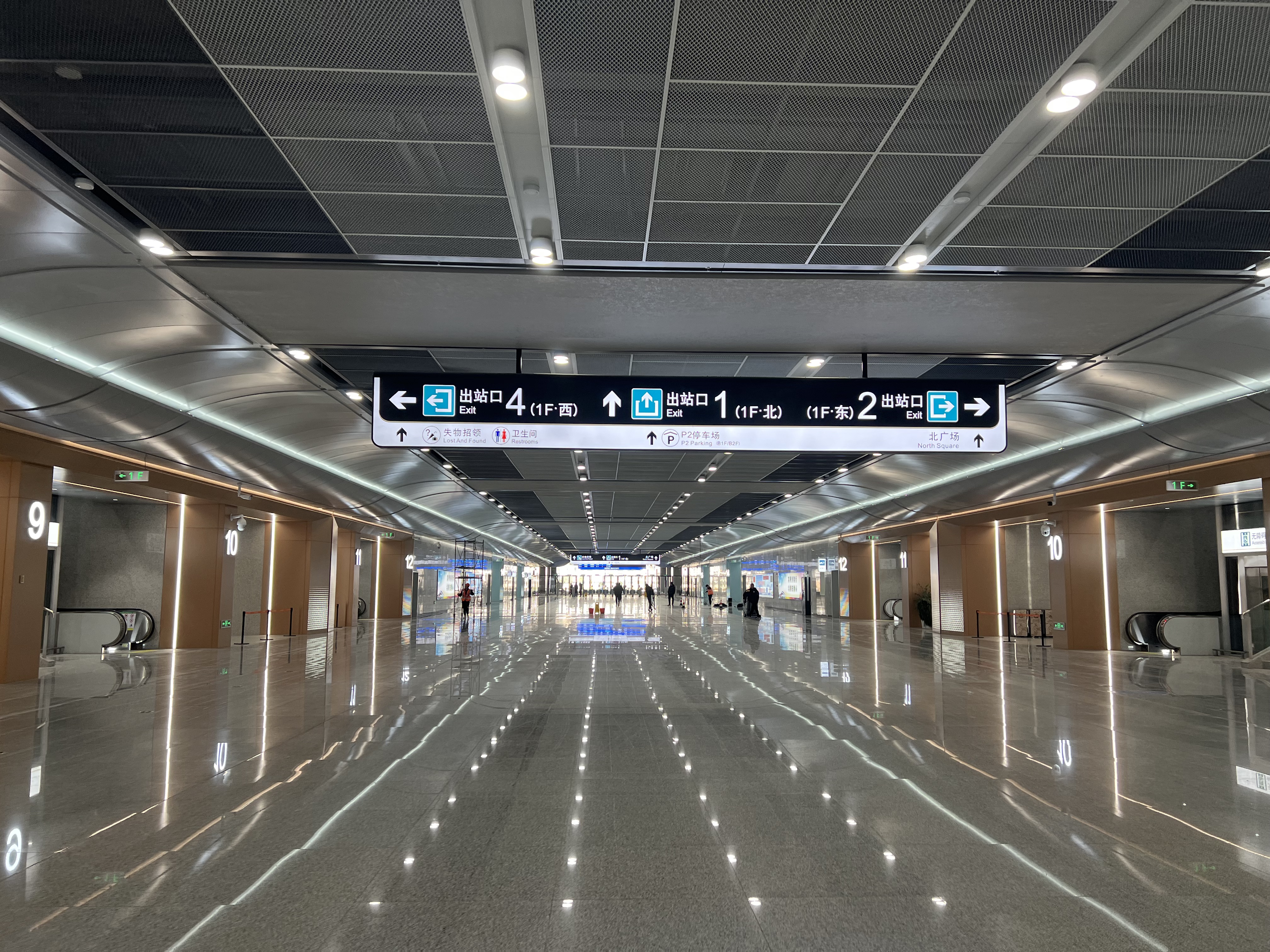
北側のコンコース
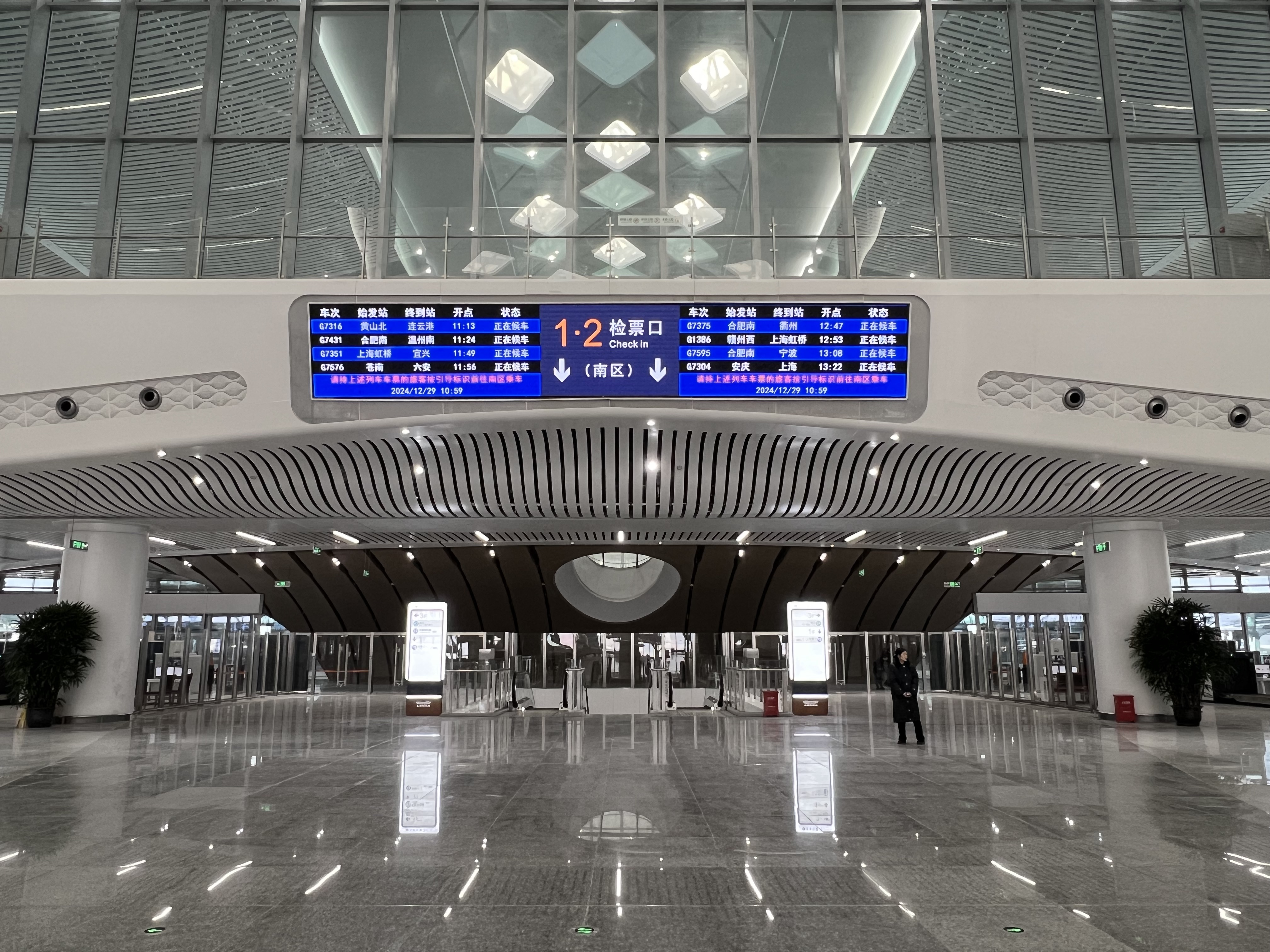
北側の駅から連絡通路への入口

### 上海軌道交通
島式ホーム1面2線の地下駅である。

#### のりば
| 番線 | 路線    | 行先       |
| ---- | ------- | ---------- |
| 1    | ■ 9号線 | 降車ホーム |
| 2    | ■ 9号線 | 曹路方面   |

- 改札階
- ホーム

## 利用状況
2025年1月5日より、国鉄の上海松江駅では1日あたりCRH(高速鉄道)の列車が113本、在来線77本の旅客列車を取り扱うようになった。またそのうち通勤客の利便性を考慮したものとして、上海松江駅〜上海虹橋駅間には43本、上海松江駅〜上海南駅間には20本の区間列車も運行される。なお、これまで蘇州駅での乗務員交代または上海南駅でのスイッチバックを行っていた京滬線〜滬昆線間の直通在来線列車18本および動力分散型の列車8本は、今後は当駅で乗務員交代を行うよう変更される。
2025年7月1日以降、従来上海南駅を終点・起点としていた在来線列車のほとんどが当駅始発・終着に変更され、当駅の利用客数は大幅に増加しました。

## バス路線
松江25、松江28、松江34、松江106、1807、1849、楽松専線、南松専線、上松夜間線

## 隣の駅
中国国家鉄路集団
滬昆旅客専用線
上海虹橋駅 - 上海松江駅 - 金山北駅
滬蘇湖高速鉄道
上海虹橋駅 - 上海松江駅 - 練塘駅
滬昆線
新橋駅 - 上海松江駅 - 石湖蕩駅
上海軌道交通
■ 9号線
上海松江站駅 - 酔白池駅